# Disaster Area
Disaster Area ist eine 1980 im Märkischen Viertel in Berlin entstandene Skatepunk-Band.

## Geschichte
1979 waren die späteren Mitglieder auf den Betonflächen des Getto genannten Berliner Bezirks Märkisches Viertel dabei, ihre Skate-Skills auszubauen. Eine Reise mit dem Berliner Skateclub nach London führte zu Kontakten mit der Punkszene. Daraus entstand für die Band die Verbindung von Skaten und Punk-Musik. Im Winter 1980/81 begannen sie als C&A (Chaos und Aufruhr) in einem Heizungskeller zu proben. Sie spielten unter diesem Namen erste Konzerte mit den Suurbiers und der Deutschen Trinkerjugend. 1984 wurden sie inspiriert durch die in der Serie Per Anhalter durch die Galaxis auftretende „lauteste Band des Universums“ und benannten sich in Disaster Area um. Noch im selben Jahr produzierten sie zwei Titel für eine Split-Single mit der Band Die schlimmen Finger auf dem Berliner Label Pogar.
In nur drei Tagen entstand 1986 das erste Album Die on Your Board. Nach einer Plattenkritik im Maximumrocknroll bekam die Band immer häufiger Konzertanfragen. 1987 spielte Disaster Area das erste Mal beim Skate-Contest in Münster, bei dem sie seitdem regelmäßig auftritt.
1988 erschien das zweite Album Back from the Reservation. Stilistisch war die Band mittlerweile mehr von Hardcore Punk beeinflusst. Neu aufgenommen wurde auch der Song Skate Tonight von der ersten Single. 1988 erlitt Oli eine Trommelfellverletzung durch eine Rückkopplung auf dem Skate'n'Roll Festival und verließ die Band. Frusti wurde der neue Schlagzeuger, zweiter Gitarrist wurde Norman. 1989 nahm Disaster Area an dem Berliner Senatsrockwettbewerb teil und kam ins Finale.
1990 erschien mit Cut the Line das dritte Album auf Bonzen Records. Das Ox schrieb damals: „Germany's Skate Punk Band No. 1“.
Es folgte eine Tour mit den Badtown Boys und ein Live-Album, aufgenommen im SO36 in Berlin. Norman wechselte von der Gitarre auf das Snowboard und Domi wurde neuer Gitarrist. Shred Ready war das vierte Album der Band. Erstmals waren deutlich Metal-Anleihen in der Musik zu hören. Der Gitarrist bekam eine Postkarte von Marty Friedman von Megadeth mit dem Text: „It rocks! The fun of the Ramones with cool lead guitar, too. Keep up the good work!“. 1994 spielte Disaster Area als Vorband für The Offspring und machte im Dezember desselben Jahres zum zehnjährigen Bestehen eine zehntägige Tour durch zehn Berliner Konzerthallen. 1996 wechselte Domi zu der Metalband Orth und Disaster Area machte zu viert weiter. Die neuen Lieder wurden deutlich melodiöser, im selben Jahr erschien die EP Powder. Das nächste Album Slam Section erschien 1998 auf dem Metal-Label Noise Records von Karl Walterbach. Ende 1998 folgte dann eine Tour mit CIA (Ex-Slime) und mehrere Konzerte mit Millencolin. 1999 wechselte Tom, der vorher bei Mr. Ed Jumps the Gun gespielt hatte, zu der Band. Disaster Area kannte Tom schon aus dem Jahr 1984. Er hatte bei der Split-Single bei Die schlimmen Finger Gitarre gespielt. Es folgte eine Tour mit The Line aus Kalifornien. Zum zwanzigjährigen Band-Jubiläum entstand das Album Forever.

## Diskografie

### Alben
- 1986: Die on Your Board (LP)
- 1988: Back from the Reservation (LP, Bonzen Records)
- 1990: Cut the Line (LP, Bonzen Records)
- 1991: Impossible – Live (Bonzen Records)
- 1994: Shred Ready (CD, Bonzen Records)
- 1998: Slam Section (CD, Noise Records)
- 2010: Forever (CD)

### Singles und EPs
- 1984: Skate Tonight / Rebels with Horst (Split-7" mit Die schlimmen Finger, Pogar)
- 1997: Powder
- 2002: Punk Rock Radio (Musicflash)